# Grušova
Grušova je naselje v Mestni občini Maribor.